# Britt (Iowa)
Pour les articles homonymes, voir Britt (homonymie).
Britt est une ville du comté de Hancock, en Iowa, aux États-Unis. Elle est fondée en 1870 et incorporée le 23 juin 1881.

## Source de la traduction
- (en) Cet article est partiellement ou en totalité issu de l’article de Wikipédia en anglais intitulé « Britt, Iowa » (voir la liste des auteurs).